# Cathryn Mataga
Cathryn Mataga (née William Mataga),, est développeuse de jeux vidéo et fondatrice de l'entreprise de jeux vidéo Junglevision. 
Sous le prénom de William, elle écrit des jeux vidéos d'ordinateurs Atari 8-bits pour Synapse Software du début au milieu des années 1980, parmi lesquels Shamus.

## Carrière
Cathryn Mataga a conçu Shamus en 1982, qui est lui attribué sous le prénom de William pour ordinateurs Atari 8-bits. On attribue au sens de l'humour de Mataga la plupart des atouts du jeu, tel que la création d'une grande interprétation du spectacle d'Alfred Hitchcock comme thème d'introduction du jeu. Mataga a créé une suite Shamus: Case II et un Shoot 'em up Zeppelin.
Dans une entrevue pour le livre Halcyon Days, Steve Hales de Synapse Software affirme que lui et Mataga ont convaincu le fondateur de l'entreprise Ihor Wolosenko d'investir dans la Fiction interactive.
Mataga a developpé un langage de programmation pour fiction interactive nommé BtZ (Better than Zork) pour Brøderbund au début des années 1980. Mataga a travaillé avec Steve Hales et le poète Robert Pinsky sur le jeu de fiction interactive Mindwheel (1984).
Mataga a aussi travaillé pour Stormfront Studios sur le premier Jeu de rôle en ligne massivement multijoueur Neverwinter Nights. Mataga fait partie des développeurs et développeuses qui auraient affirmé que Don Daglow pouvait faire d'un jeu un succès, d'après Daglow.

## Jeux attribués
- Grand Theft Auto Advance (2004), Rockstar Games
- Dragon's Lair (2001), Capcom
- Rayman advance (2001), Ubi Soft[10]
- Spyro: Season of Ice (2001), Universal Interactive Studios
- X-Men: Reign of Apocalypse (2001), Activision
- Rampage 2: Universal Tour (1999), Midway Games
- Stronghold (1993), Strategic Simulations, Inc.
- Treasures of the Savage Frontier (1992), Strategic Simulations, Inc.
- Gateway to the Savage Frontier (1991), Strategic Simulations, Inc.
- Neverwinter Nights (1991), Strategic Simulations, Inc.[11],[12]
- Breakers (1986), Brøderbund Software
- Brimstone (1985), Brøderbund Software
- Essex (1985), Brøderbund Software
- Mindwheel (1984), Brøderbund Software[13],[14],[15]
- Shamus: Case II (1984), Synapse Software
- Zeppelin (1983), Synapse Software
- Shamus (1982), Synapse Software[14]
- Dark Sun Online: Crimson Sands (1996), Strategic Simulations, Inc.[réf. nécessaire]
- Rayman: 10th Anniversary (2005), Ubisoft, Inc.[réf. nécessaire]
- Spider-Man 2 (2004), Activision Publishing, Inc.[réf. nécessaire]